# Gabbiella balovalensis
Gabbiella balovalensis е вид коремоного от семейство Bithyniidae.

## Разпространение
Видът е разпространен в Замбия и Малави.